# Trachylepis dichroma
Trachylepis dichroma är en ödleart som beskrevs av  Albert Günther WHITING och BAUER 2005. Trachylepis dichroma ingår i släktet Trachylepis och familjen skinkar. Inga underarter finns listade i Catalogue of Life.